# Хулубелу
Хулубелу (индон. Hulubelu) — овальная кальдера, находящаяся на острове Суматра в Индонезии. Абсолютная высота кальдеры составляет 849 м, а её диаметр — 4 км. Предположительно, последнее извержение кальдеры произошло в голоцене. Эксплозивность вулкана по шкале VEI не определена. Возле кальдеры находятся грязевые вулканы и горячие источники.